# Landtagswahlkreis Borken I
Der Landtagswahlkreis Borken I ist ein Landtagswahlkreis in Nordrhein-Westfalen. Er umfasst die Gemeinden Bocholt, Borken, Isselburg und Rhede im Kreis Borken.
Diese Einteilung hat der Wahlkreis seit 2000 inne. Gegenüber vorherigen Landtagswahlen verlor der Wahlkreis Raesfeld und gewann Borken hinzu.

## Landtagswahl 2022
Wahlberechtigt zur Landtagswahl am 15. Mai 2022 waren 109.854 Menschen. Die Wahlbeteiligung lag bei 60,1 %.
| Direktkandidat         | Partei     | Erststimmen in % | Zweitstimmen in % |
| ---------------------- | ---------- | ---------------- | ----------------- |
| Hendrik Wüst           | CDU        | 60,7             | 51,0              |
| Nina Andrieshen        | SPD        | 19,3             | 19,9              |
| Kim-Sophie Hoves       | FDP        | 3,9              | 5,3               |
| -                      | AfD        | -                | 3,3               |
| Heinrich Josef Rülfing | GRÜNE      | 11,6             | 15,7              |
| Frank Büning           | LINKE      | 2,0              | 1,2               |
| Tobias Finke           | Die PARTEI | 2,4              | 0,8               |
| -                      | Übrige     | -                | 2,8               |

## Landtagswahl 2017
Wahlberechtigt zur Landtagswahl am 14. Mai 2017 waren 109.939 Menschen. Die Wahlbeteiligung lag bei 68,2 %.
| Direktkandidat        | Partei  | Erststimmen in % | Zweitstimmen in % |
| --------------------- | ------- | ---------------- | ----------------- |
| Nina Andrieshen       | SPD     | 29,7             | 28,0              |
| Hendrik Wüst          | CDU     | 52,9             | 45,4              |
| Monika Ludwig         | GRÜNE   | 4,6              | 5,1               |
| Bastian Nitsche       | FDP     | 6,7              | 11,3              |
| Franz Küstner-Rensing | PIRATEN | 1,4              | 0,7               |
| Ernst Brüninghaus     | LINKE   | 2,9              | 2,5               |
| -                     | AfD     | -                | 4,7               |
| Übrige                | Übrige  | 1,8              | 2,4               |

Der Wahlkreis wird im Landtag durch den direkt gewählten Wahlkreisabgeordneten Hendrik Wüst (CDU) vertreten, der das Mandat seit 2005 innehat. Am 2. November 2021 rückte Nina Andrieshen nach.

## Landtagswahl 2012
Wahlberechtigt zur vorgezogenen Landtagswahl am 13. Mai 2012 waren 109.845 Einwohner. 61,7 % von ihnen gingen zur Wahl.
| Direktkandidat    | Partei  | Erststimmen in % | Zweitstimmen in % |
| ----------------- | ------- | ---------------- | ----------------- |
| Hendrik Wüst      | CDU     | 45,8             | 39,1              |
| Klaus Mertens     | SPD     | 34,6             | 34,8              |
| Frank Büning      | GRÜNE   | 8,8              | 8,9               |
| Bastian Nitsche   | FDP     | 3,6              | 7,3               |
| Maria Sonders     | LINKE   | 1,4              | 1,3               |
| Christian Greving | PIRATEN | 5,8              | 5,8               |
| –                 | Übrige  | –                | 2,8               |

## Landtagswahl 2010
Wahlberechtigt zur Landtagswahl 2010 waren 109.403 Einwohner des Wahlkreises. Die Wahlbeteiligung lag bei 60,9 %.
| Direktkandidat        | Erststimmen in % | Partei  | Zweitstimmen in % |
| --------------------- | ---------------- | ------- | ----------------- |
| Hendrik Wüst          | 49,6             | CDU     | 48,3              |
| Hans-Theodor Peschkes | 29,9             | SPD     | 27,6              |
| Ralf Borgers          | 10,4             | GRÜNE   | 10,3              |
| Alexander Müller      | 5,5              | FDP     | 6,9               |
| Rainer Sauer          | 3,3              | LINKE   | 3,3               |
| Britta Stephan        | 1,3              | PIRATEN | 1,1               |
| –                     | –                | Übrige  | 4,5               |

## Landtagswahl 2005
Wahlberechtigt zur Landtagswahl 2005 waren 106.417 Einwohner des Wahlkreises. Die Wahlbeteiligung lag bei 66,2 %.
| Direktkandidat        | Partei | Stimmen in % |
| --------------------- | ------ | ------------ |
| Hans-Theodor Peschkes | SPD    | 28,1         |
| Hendrik Wüst          | CDU    | 58,3         |
| Stefan M. Grüll       | FDP    | 5,6          |
| Ulrich Halfmann       | GRÜNE  | 4,5          |
| Sascha Schönberg      | REP    | 0,5          |
| Lothar Hill           | PDS    | 0,5          |
| Berthold Dall         | ödp    | 0,2          |
| Rainer Sauer          | WASG   | 2,3          |

## Landtagswahl 2000
Wahlberechtigt waren 102.416 Einwohner. Die Wahlbeteiligung lag bei 58,1 %
| Direktkandidat        | Partei | Stimmen in % |
| --------------------- | ------ | ------------ |
| Hans-Theodor Peschkes | SPD    | 34,4         |
| Heinrich Kruse        | CDU    | 49,7         |
| Guido Pasedag         | FDP    | 8,7          |
| Hermann Leiting       | GRÜNE  | 6,2          |
| Übrige                | Übrige | 1,0          |